# Ледовый дворец (Тула)
Ледовый дворец — спортивно-концертный комплекс в российском городе Туле.

## Информация
Ледовый дворец в Туле был построен по программе «Газпром — детям» по достигнутой в 2016 году договорённости между губернатором Тульской области Алексеем Дюминым и председателем правления «Газпрома» Алексеем Миллером. Символический первый камень был заложен 22 августа 2016 года.
Здание ледового дворца, расположенное по адресу ул. Село Осиновая Гора,2а,двухэтажное, общая площадь — около 15 тысяч квадратных метров. На этой территории располагается ледовая арена с площадкой 61х30 метров и трибунами на 3072 зрителя, раздевалками, судейской и другими комнатами, тренажёрный зал, фуд-корт, спортивный магазин. Арена может трансформироваться для проведения концертов и торжеств. Это крупнейшая ледовая арена в Тульской области.

## Использование
Первый матч на льду дворца сыграли 18 августа 2020 года: в поединке группового этапа Кубка губернатора Тульской области среди молодёжных команд мытищинский «Атлант» выиграл у новосибирских «Сибирских снайперов» — 7:2. Первую шайбу в истории дворца забросил нападающий «Атланта» Денис Баранов. Официальное открытие дворца состоялось 21 августа 2020 года.
С 2020 года в ледовом дворце домашние матчи МХЛ проводит тульская «Академия Михайлова», с 2021 года принимает соперников по ВХЛ тульский АКМ.
Также здесь проводятся матчи областных турниров, тренировки ДЮСШ по хоккею с шайбой, фигурному катанию, следж-хоккею.
В 2024 году, после заявления президента Континентальной хоккейной лиги Алексея Морозова о несоответствии Ледового дворца стандартам КХЛ, хоккейный клуб АКМ объявил о назначении подрядчика для модернизации арены.

### Матчи сборной России
1 и 2 мая 2022 года в ледовом дворце состоялись товарищеские матчи между сборными России и Белоруссии. Оба поединка, проходившие при почти заполненных трибунах, выиграли россияне — 5:2 и 3:2 ОТ. В первом матче впервые в истории сборной России шайбу забросил вратарь — Дмитрий Николаев поразил пустые ворота белорусов. 
Почётными гостями матчей стали президент Федерации хоккея России Владислав Третьяк, ветераны отечественного хоккея Борис Михайлов, Алексей Касатонов, Валерий Каменский, Алексей Жамнов, Павел Дацюк. «В Туле действительно гостеприимно и созданы хорошие условия: работает прекрасный ледовый дворец. Всё организовано на высшем уровне», — заявил перед первой игрой Третьяк. По словам вице-президента Федерации хоккея Романа Ротенберга, тульский ледовый дворец изначально создавался с таким расчётом, чтобы он подходил для международных матчей. Высокую оценку качеству льда и состоянию ледового дворца дал хоккеист сборной России Алексей Пустозёров.